# Sudice, Blansko
Sudice là một làng thuộc huyện Blansko, vùng Jihomoravský, Cộng hòa Séc.